# Las dos inglesas y el amor
Las dos inglesas y el amor (título original, Les deux Anglaises et le continent ) es una película francesa dirigida por François Truffaut y estrenada en 1971, adaptación de la novela de Henri-Pierre Roché, de título homónimo. El papel protagonista se reparte entre los actores Jean-Pierre Léaud, Kika Markham y Stacey Tendeter.

## Argumento
A comienzos del siglo XX, Claude (Jean-Pierre Léaud), un joven y culto francés conoce a las hijas de una amiga de su madre, de origen inglés.  Anne se cartea con él y lo invita a pasar sus vacaciones en su familia, en Gales. Ésta le presentará su hermana Muriel, y empujará a Claude a enamorarse de su hermana. Las dos inglesas, puritanas, quedan sorprendidas y encantadas por este joven francés libertario, que llaman «el Continente». Pero el matrimonio con el que se cuenta no tendrá lugar entre Muriel y Claude: sus dos madres, encuentran que son demasiado jóvenes para el amor, deciden una separación de un año para poner a prueba sus sentimientos. Claude se va a París y piensa llevarse bien. Pero reanuda su vida de libertino.
Entre tanto, Ann, la mayor de las hermanas, se emancipa y se marcha a París para hacer escultura. Entonces empezará una relación entre ella y Claude, que le inicia a la sensualidad. Mordisqueada a la vez por la culpabilidad de engañar la confianza de su hermana (Muriel está enamorada de Claude) y enamorada de Claude, Ann se convierte poco a poco la contraparte femenina de Claude en el París artístico y libertario de principios del XX . En efecto, tomará otro amante (Diurka, un eslavo encarnado por Philippe Léotard), algo que a Claude le costará aceptar, pese a sus ideas liberales en materia de pareja.

## Reparto
- Jean-Pierre Léaud : Claude Roc
- Kika Markham : Ann Brown
- Stacey Tendeter : Muriel Brown
- Philippe Léotard : Diurka
- Sylvia Marriott : Mrs. Brown
- Irène Tunc : Ruta
- Éva Truffaut